# 海賊：汪洋爭霸
《海賊：汪洋爭霸》（：／），是2014年上映的一部韓國時代冒險片，由李石勳執導，千成日編劇，金南佶和孫藝真主演。
電影于2013年8月15日在韩国全罗南道长兴郡开机，2014年1月9日在京畿道南杨州市正式杀青，耗资超过100亿韩元，於2014年8月6日在韓國上映。

## 劇情
朝鮮王朝成立前夕，一枚象徵王朝正統的玉璽意外被一條鯨魚的吞下。朝鮮下令凡是把玉璽帶回王朝的人都將獲得豐厚的獎勵，因此以張思丁為首的山賊出海捕鯨，但他很快與海盜女船長如月發生衝突，展開一場前所未有的爭奪。

## 演員

### 主演
- 金南佶 飾演 張思丁，山賊首領[6][7][8] 通緝公告上有漢字。
- 孫藝真 飾演 如月，海盜首領[9][10]

### 海盜
- 李璟榮 飾演 索馬
- 申正根 飾演 龍甲
- 崔真理 飾演 黑貓
- 李伊庚 飾演 參伏
- 金京植（朝鲜语：김경식 (배우)） 飾演 二當家，索馬的左右手

### 山賊
- 柳海真 飾演 鐵柱
- 朴哲民 飾演 和尚
- 金元海 飾演 春燮
- 趙達煥 飾演 散漫

### 朝鮮王朝
- 金太祐 飾演 毛興甲，水軍統司
- 吳達秀 飾演 韓尚質，朝鲜使臣
- 曹熙奉 飾演 吳萬豪，水軍使臣
- 安內相 飾演 朝鮮宰相鄭道傳
- 李對淵 飾演 朝鮮太祖李成桂

### 其他人物
- 李度妍（朝鲜语：이도연 (2006년)） 飾演 童年如月
- 全培秀 飾演 白善基
- 朴海秀 飾演 黃重根
- 鄭成華（朝鲜语：정성화） 飾演 朴莫
- 孫光業（朝鲜语：손광업） 飾演 明太祖朱元璋

## 外部連結
- NAVER電影 - 海賊：汪洋爭霸 （页面存档备份，存于）
- Daum電影 - 海賊：汪洋爭霸 （页面存档备份，存于）
- Movist - 海賊：汪洋爭霸 （页面存档备份，存于）